# Емелка, Вацлав
Ва́цлав Е́мелка (чеш. Václav Jemelka; род. 23 июня 1995 года, Уничов, Чехия) — чешский футболист, защитник чешского клуба «Виктория Пльзень» и сборной Чехии.

## Клубная карьера
30 сентября 2016 года Емелка дебютировал на профессиональном уровне за клуб «Сигма» в матче Второй лиги Чехии против клуба «Виктория Жижков». 10 сентября 2017 года он забил первый гол за «Сигму» в матче против пражской «Славии», причём сделал это рукой.
В октябре 2020 года на правах аренды перешел в бельгийский клуб «Ауд-Хеверле Лёвен», за который провёл 23 матча.
В августе 2022 года стал игроком пльзеньской «Виктории», подписав с клубом трёхлетний контракт.

## Международная карьера
7 сентября 2020 года дебютировал за главную сборную Чехии в матче Лиги наций против сборной Шотландии, отыграв весь матч. Встреча закончилась поражением чехов со счётом 1:2..

### Статистика выступлений за сборную
| Матчи за сборную Чехии | Матчи за сборную Чехии | Матчи за сборную Чехии | Матчи за сборную Чехии | Матчи за сборную Чехии | Матчи за сборную Чехии  | Матчи за сборную Чехии |
| ---------------------- | ---------------------- | ---------------------- | ---------------------- | ---------------------- | ----------------------- | ---------------------- |
| №                      | Дата                   | Оппонент               | Счёт                   | Голы                   | Соревнование            |                        |
| 1                      | 7 сентября 2020        | Шотландия              | 1:2                    | -                      | Лига наций 2020/21      |                        |
| 2                      | 11 ноября 2020         | Германия               | 0:1                    | -                      | Товарищеский матч       |                        |
| 3                      | 8 сентября 2021        | Украина                | 1:1                    | -                      | Товарищеский матч       |                        |
| 4                      | 9 июня 2022            | Португалия             | 0:2                    | -                      | Лига наций 2022/23      |                        |
| 5                      | 12 июня 2022           | Испания                | 0:2                    | -                      | Лига наций 2022/23      |                        |
| 6                      | 24 сентября 2022       | Португалия             | 0:4                    | -                      | Лига наций 2022/23      |                        |
| 7                      | 27 сентября 2022       | Швейцария              | 1:2                    | -                      | Лига наций 2022/23      |                        |
| 8                      | 27 марта 2023          | Молдова                | 0:0                    | -                      | Отборочный матч ЧЕ-2024 |                        |
| 9                      | 16 ноября 2024         | Албания                | 0:0                    | -                      | Лига наций 2024/25      |                        |
| 10                     | 19 ноября 2024         | Грузия                 | 2:1                    | -                      | Лига наций 2024/25      |                        |